# Ninh Hưng
Ninh Hưng là một xã thuộc thị xã Ninh Hòa, tỉnh Khánh Hòa, Việt Nam.
Xã Ninh Hưng có diện tích 30,5 km², dân số năm 1999 là 5.678 người, mật độ dân số đạt 186 người/km².